# O Calcanhar de Aquiles
O Calcanhar de Aquiles: álbum de caricaturas da autoria de Rafael Bordalo Pinheiro foi publicado em Lisboa, no ano de 1870, pela Imprensa de Joaquim Germano de Sousa Neves, com um total de 31 páginas. Pertence ao Gabinete de Estudos Olisiponenses e é considerado uma "raridade bibliográfica".